# Сто франков «Делакруа»
Сто франков Делакруа (фр. Billet de 100 francs Delacroix) — французская банкнота, эскиз которой разработан 24 марта 1978 года и выпускалась Банком Франции с 2 августа 1979 года до замены на банкноту сто франков «Сезанн».

## История
Банкнота относится к новой серии «Известные художники и композиторы», в которую вошли банкноты с портретами Берлиоза, Дебюсси, Кантена де Латура, Монтескьё и Паскаля. Банкноты серии печатались с 1978 по 1995 год. Банкнота начинает изыматься из обращения с 1 февраля 1999 года и лишена статуса законного платежного средства в связи с переходом на евро. Обменивалась на евро до 31 января 2009 года.

## Описание
Дизайн банкноты разработан художником Люсьеном Фонтанароза и гравёрами Анри Рено и Жаком Комбетом.
Доминирующими цветами являются коричневый и оранжевый.
Аверс: по центру, автопортрет Эжена Делакруа на переднем плане с двумя кистями, на фоне картины «Свобода, ведущая народ».
Реверс: то же автопортрет Делакруа, но на этот раз художник изображён с гусиным пером в руке, пишущий в свой знаменитый дневник. На заднем плане, деревья на улице Фюрстенберг, где находится музей художника.
Водяной знак — голова Делакруа.
Размеры банкноты составляют 160 мм х 85 мм.